# Salinas da Margarida
Salinas da Margarida is een gemeente in de Braziliaanse deelstaat Bahia. De gemeente telt 14.194 inwoners (schatting 2009).